# Phare du Monde

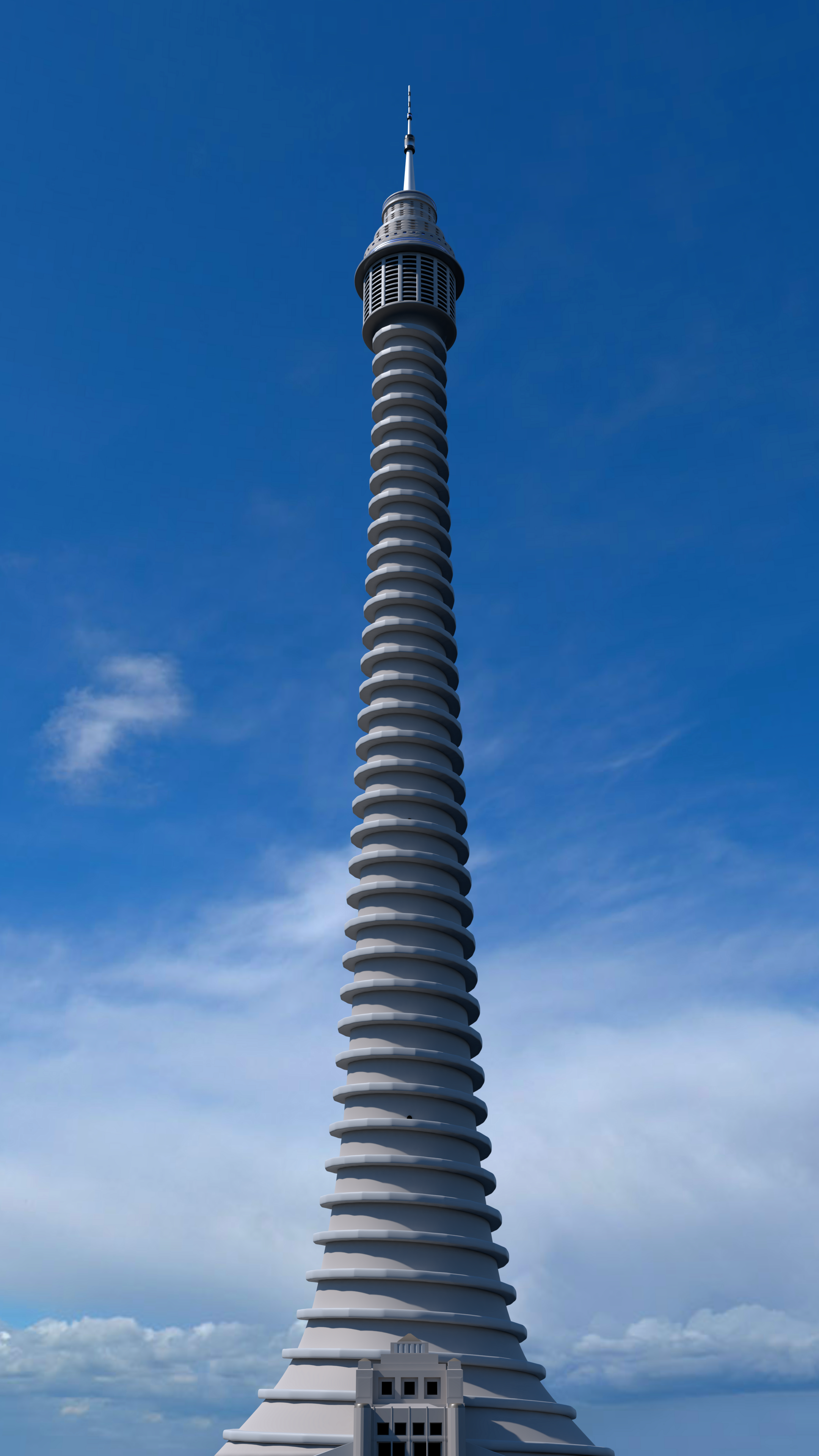
Phare du Monde (Rekonstruktion als 3D-Modell)

Der Phare du Monde (dt. Leuchtturm der Welt) war ein nie realisiertes Aussichtsturmprojekt für die Weltausstellung 1937 in Paris. Der Phare du Monde war als 701 Meter hoher Betonturm projektiert, an dessen Außenseite man mit dem Auto auf einer spiralförmigen Rampe hätte empor fahren können. Auf der Turmspitze war ein Restaurant für 2200 Personen und ein Parkhaus für 500 Fahrzeuge geplant. Der Entwurf mit projektierten Baukosten von 2,5 Mio. US-Dollar stammte von den Franzosen Eugène Freyssinet (1879–1962), dem Erfinder des Spannbetons.